# Ферма «Куарри»
Ферма «Куарри» (англ. Quarry Farm) — дом, расположенный в городе Элмайра, штат Нью-Йорк. Принадлежавший сестре жены писателя Марка Твена дом был местом, где его семья проводила лето и где написаны многие его произведения. Дом включён в Национальный реестр исторических мест США.

## История
В 1869 году тесть писателя Марка Твена Джервис Лэнгдон купил дом в качестве загородного дома для своей семьи. После его смерти в 1870 году поместье по наследству перешло к его старшей дочери Сьюзен Лэнгдон Крейн, сестре жены писателя. Они с мужем Теодором Крейном превратили дом в постоянное место жительства и действующую молочную ферму.
Каждое лето в течение более двадцати лет писатель Марк Твен с женой Оливией Лэнгдон и детьми приезжали в гости к Сьюзен. Семья проводила здесь больше времени, чем в своей основной резиденции в Хартфорде. Все три их дочери — Сюзи, Клара и Джин — родились в Элмайре.

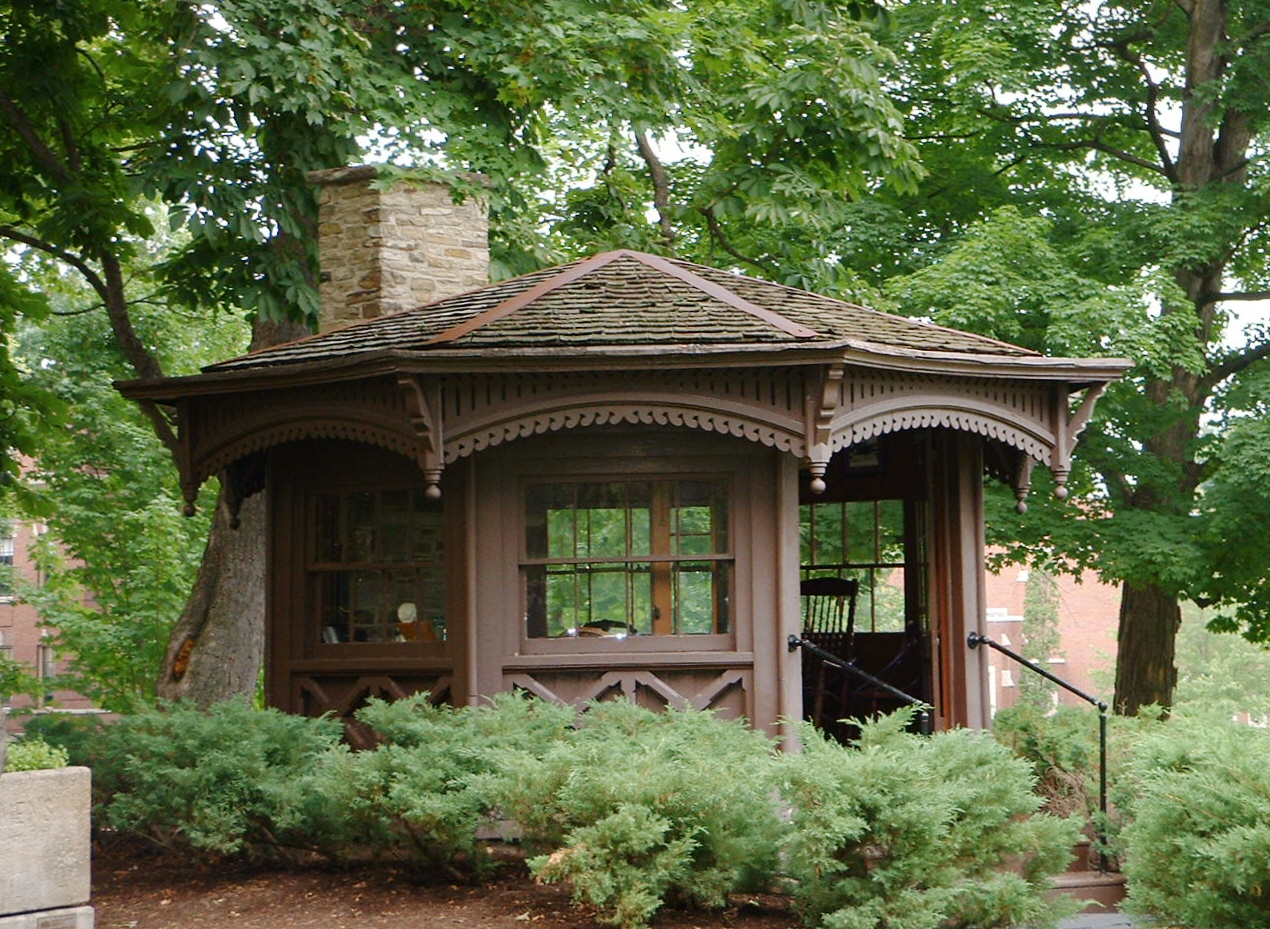
Беседка в саду

В 1874 году в саду специально для писателя построили беседку, где он мог бы спокойно работать.
В этом доме написаны многие произведения писателя — все три книги о путешествиях, две пьесы, десятки рассказов и эссе и четыре романа, включая «Приключения Гекльберри Финна».
А «Правдивая история, записанная слово в слово, как я её слышал» имеет своё начало прямо здесь — на ступеньках крыльца веранды дома Марк Твен слушал рассказ его будущей героини, поварихи-афроамериканки Мэри Энн Корд.
У Крэйнов не было собственных детей, поэтому после смерти Сьюзен в 1924 году ферма перешла к её племяннику, а затем к его сыну, который в 1982 году подарил дом колледжу Элмайра.
В настоящее время является частью созданного при колледже Центра исследований Марка Твена, дом и находящийся рядом бывший коттедж экономки предоставляются для проживания литературоведам, изучающим творчество Марка Твена. Для свободного посещения публикой дом закрыт.